# Сестрорецкий рубеж

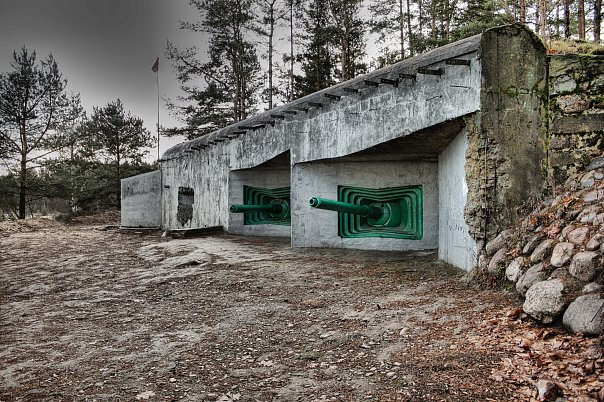
Артиллерийский полукапонир АПК-1.

Выставочный комплекс «Сестрорецкий рубеж» расположен по адресу: Приморское шоссе, 309, в городе Сестрорецк Курортного района Санкт-Петербурга.
Экспозиция выставочного комплекса состоит из артиллерийского полукапонира номер 035 «Слон», деревоземляных огневых точек № 604 «Тигр» и № 605 «Моська» и малых огневых точек, расположенных рядом с ним.
Полукапонир является основным экспонатом выставочного комплекса. Это территория Сестрорецкого Батальонного района обороны Карельского укрепрайона (22-й укреплённый район) Линии Сталина.
АПК-1 «Слон» расположен в 1200 метрах от старой советско-финской границы. Первое упоминание датируется октябрем 1941 года, как огневая точка противотанковой обороны в докладе 291 сд. Порядковый номер А-035, позывной «Слон». Комендант сооружения – лейтенант Лещук Профентий Севастьянович. Гарнизон, по штату, 13 человек, из состава 4-й роты 283-го ОПАБа (отдельного пулемётно-артиллерийского батальона).
На территории выставочного комплекса действует региональная общественная организация по работе с молодёжью «молодёжный патриотический клуб «Сестрорецкий рубеж» (РОО МПК «Сестрорецкий рубеж»). «В 2019 году этой уникальной в масштабах Санкт‑Петербурга общественной организации исполнилось десять лет». Под руководством бессменного лидера – Бушко Олега Николаевича члены клуба «занимаются военной историей, проводят поисковые работы на местах боев, организуют  экскурсии в одноименном выставочном комплексе, реконструкции сражений Великой Отечественной войны и защиты Ленинграда» и др.

## АПК-1, позывной «Слон»[3]
Проект постройки фортификационных сооружений в Сестрорецке был разработан в 1938 году. В октябре началось возведение объекта.
По первоначальному проекту АПК-1 должен был находиться на 150 м южнее, на следующем мысу. Но задачи, которые были поставлены перед объектом претерпели изменения, поэтому АПК-1 разместили на песчаном бугре в 300 м к северо-востоку от кладбища. Его задачей стал прострел подступов к реке Сестра, железнодорожного моста и пространства перед фронтом гарнизона Белоостровского Батальонного района обороны.
Работы производили инженеры 70-й стрелковой дивизии 19-го стрелкового корпуса под руководством военного инженера II ранга Митрофанова. 70-я стрелковая дивизия занимала левую часть Карельского укрепрайона с 1936 года.
АПК-1 соединялся линией связи с шестиамбразурным ДОТом, являвшимся наблюдательным пунктом и обеспечивавшим огневую поддержку в глубине оборонительного района.
При постройке объекта, в боевых казематах хотели разместить уже производившееся 76-мм орудие образца 1902 года на капонирном лафете образца 1932 года. Зимняя война отодвинула границу и АПК оказался не нужен.
К началу Великой Отечественной войны АПК не был оборудован и вооружён. По архивным данным, в амбразуре была установлена осенью 1941 года 45 мм пушка, а летом 1942 года – установки ДОТ-4 и Л-20. 6.10.42 подписан приказ об установке пулеметного станка НПС-3, а 15.12.42 акт приёмки станка и акт переоборудования аварийного выхода в шахту к башне круговой обороны. Расположенный на правом фланге Сестрорецкого батрайона рядом с болотом, он артиллерийским огнём простреливал болотистую низину от Курорта до Белоострова и пересечение Приморского шоссе с железной дорогой.
Объект поддерживал огнём разведки боем и возвращения разведгрупп. В 1942 году командующий Ленинградским фронтом Говоров лично наблюдал за стрельбой АПК-1.
В начале 1950 годов сооружение модернизировано: установлены фильтровентиляционное оборудование, дизель-генератор ДСА-10 и др., в полукапонире установили 85-мм казематные установки ЗИФ-26 (№ 193 и 209, 1949 г.), производившиеся заводом им. Фрунзе «Арсенал» в Ленинграде.

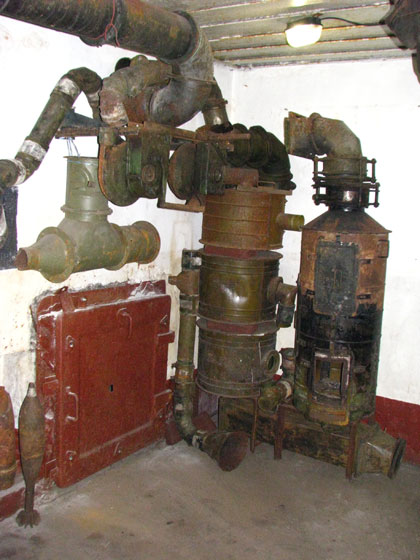
Помещение ФВУ.

## Огневая точкана базе танкаТ-28

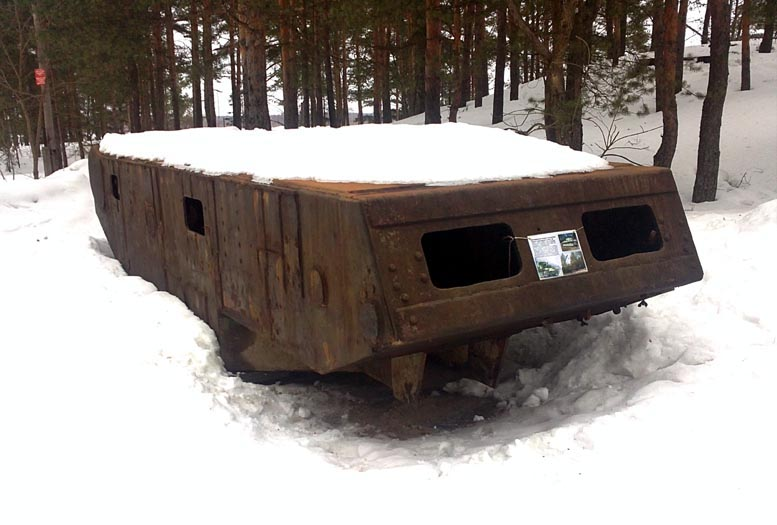
Огневая точка на базе танка Т-28.

Корпуса танков в перевёрнутом виде ставились на деревянный фундамент и засыпались землёй. Все технологические отверстия на корпусе были заварены и вырезаны амбразуры с бронезаслонками. Вход осуществлялся через снятую решётку радиатора танка по траншее.

## БОТ с башнейКВ-1

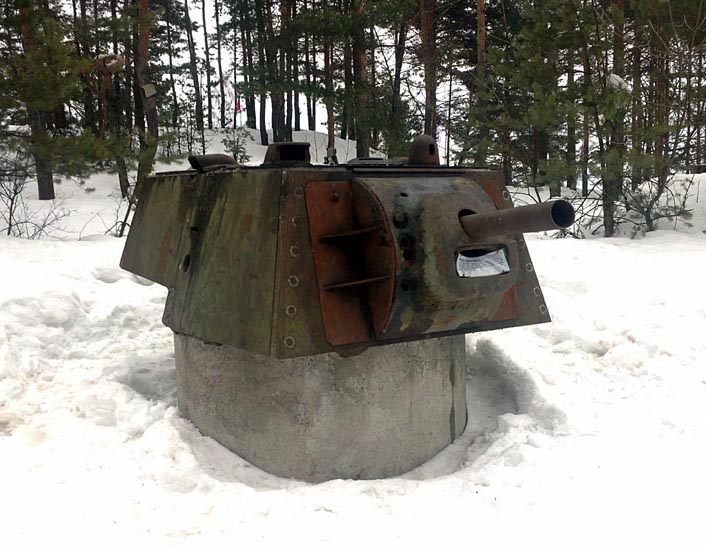
Бронированная огневая точка с башней танка КВ-1.

Башенные артиллерийские установки с 76-мм пушками, вмонтированными в башни танков КВ, предназначены для усиления противотанковой обороны существующих укреплённых районов.

## Железобетонные колпаки
Многочисленные башни разных форм и размеров, изготовленные из стали и бетона. Башни являются канализационными кольцами, переделанными в огневые точки. В каждой пробиты амбразуры и укреплены бронеплиты. Залиты отсутствующие крыши Найдены на Карельском перешейке. Имеют пулевые попадания. За лето 1942 года изготовлено около 250 штук.

## Финский бронеколпак

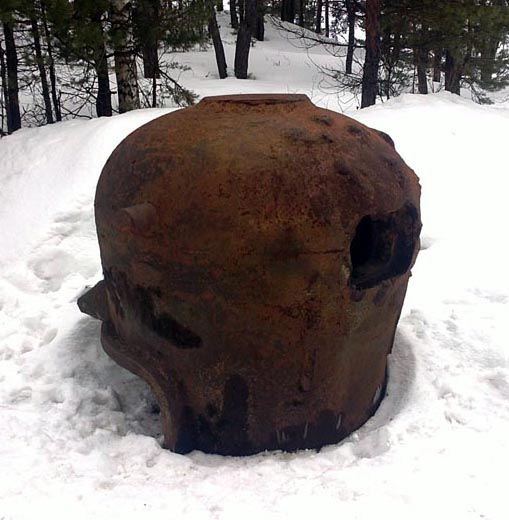
Финский бронеколпак.

Найден на Карельском перешейке. Был частью деревоземляной огневой точки, расположенной на передовой и подорванной скорее всего летом 1944 года. Имеет много следов попаданий. Местность вокруг свидетельствует об ожесточённом бое. Вооружение: пулемёт Максима на станке.

## Финская огневая точка для казематного орудия 45к40

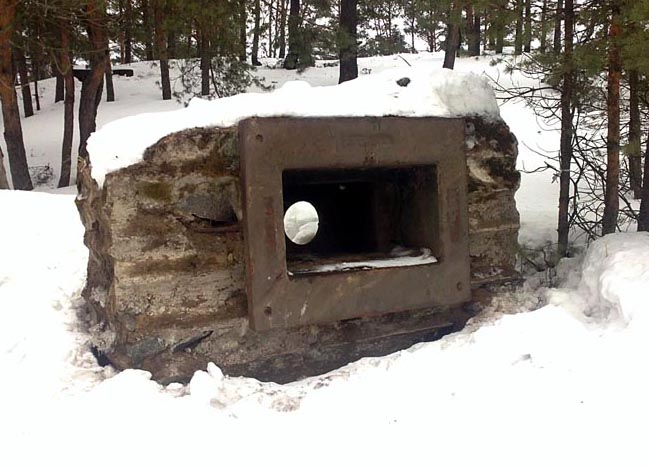
ДОТ для казематного орудия 45к40

Напольная железобетонная стена финского ДОТа. ДОТ был расположен в двух километрах от АПК, на берегу болота Канавное. Орудие после боев было демонтировано. В 2000-х годах ствол был найден и вывезен. Осенью 2010 года выкуплен у поисковиков, отпескоструен и покрашен на территории ГУП «Экострой», а в апреле 2011 года установлен назад в короб.

## БОТ под пулемёт системы Максима на станке Соколова ВПБ-3
Бронированная огневая точка (БОТ) ВПБ-3, «Ижорская башня», самая распространённая периода блокады Ленинграда. Вооружение башни — пулемёт «Максим» на станке Соколова устанавливаемый на специальный стол внутри башни.

## БОТ для стрельбы из противотанкового ружья ОТ-ПТР
Бронированная огневая точка (БОТ) была найдена на Карельском перешейке. Как и бронеползунки, разработана и изготовлена в блокадном Ленинграде на Ижорском заводе. Устанавливалась на деревянный фундамент в окопе. Имеет пулевые попадания в районе правой амбразуры.

## ЖБОТы
Советские железобетонные огневые точки. Найдены на Карельском перешейке и Синявинских высотах. Представляют собой монолитные и сборные конструкции.

## СПС-2М
Сборное пулемётное сооружение СПС-2М. Сборное пулемётное сооружение СПС-2М собирается из железобетонных элементов ПС2д, ПС1ад, ПС3, К3. Объём грунта 12 м³.

## СПС-4

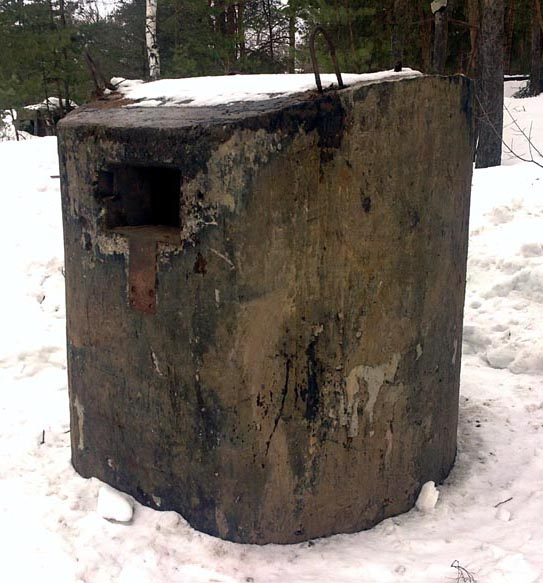
Сборное пулемётное сооружение.

Сборное пулемётное сооружение СПС-4 предназначалось для установки крупнокалиберного пулемёта НСВ.

## Ползунки оборонительно-наступательные ЛВ-II-ИЗ и ЛВ-III-ИЗ

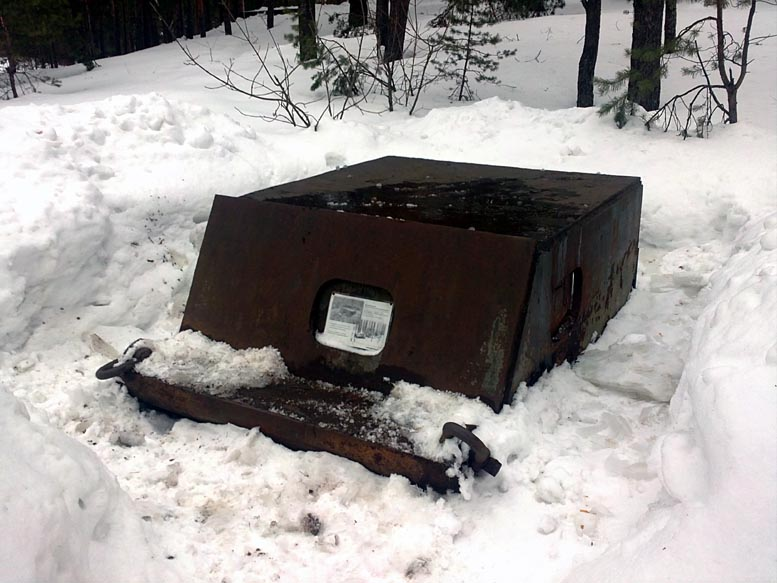
Бронеползунок оборонительно-наступательный ЛВ-II-ИЗ.

Большой ползунок ЛВ-II-ИЗ находился на частной территории в районе Саелово. Был вооружён установкой Л-17 и имел позывной «Халва». Маленький бронеползунок ЛВ-III-ИЗ, найден недалеко от Белоостровского ДОТа «Миллионер», захваченного белофиннами в 1941 году.

## БУК-1 (Башенная Установка Кривоствольная)

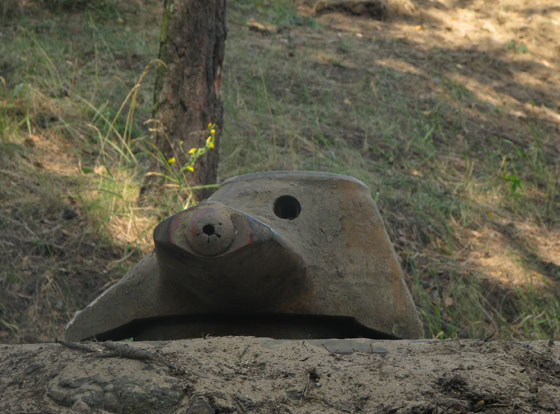
Броневая установка кривоствольная.

В 40 — 50-Х гг. Ленинградское ОКБ-43 специально для ДОТов разработало кривоствольный вариант модернизированного станкового пулемёта Горюнова образца 1943 г., который назвали КСГМ.

## ДОТ-2
76-мм Орудийная установка ДОТ-2 располагалась в ДЗОТе (деревоземляной огневой точке) № 604 «Тигр». Вела фронтальный огонь вдоль железной дороги и Приморского шоссе в сторону старой советско-финской границы. Установка ДОТ-2 по ряду причин была снята с производства и повсеместно уступила место 76-мм установке Л-17.

## Противотанковые надолбы и ежи
Противотанковые надолбы пирамидальные, советского производства. Собраны в близлежащих садоводствах, расположенных в местах ожесточённых боев Великой Отечественной войны. Некоторые имеют номера и надписи, нанесённые в процессе отливки. Противотанковый ёж это изобретение советского генерала Гориккера. Один из ежей сварен из рельса, второй из швеллера, а третий противотанковый ёж — из уголка и привезен с берега острова Котлин.

## Пехотные щитки
Всевозможные пехотные бронещитки времен Первой и Второй мировой войн. Разные по форме и размеру щитки повсеместно использовались всеми воюющими сторонами. Один из наших бронещитков доставлен из района болота Харвази, где финская армия захватила несколько наших бойцов в плен. Имеет многочисленные пулевые попадания.

## Финский БОТ
Бронированная огневая точка под пулемёт Максим найдена на востоке Карельского перешейка. Была оборудована поворотным механизмом.

## Неподвижные БОТ для одиночного бойца
Бронеколпаки представлены двумя типами: сваренные между собой пехотные щитки времён «Зимней войны», изготовлено 10 штук и бочкообразный БОТ сваренный из трёх элементов, изготовлено 15 штук. Время изготовления — лето 1942 года.